# Heinz Kinigadner

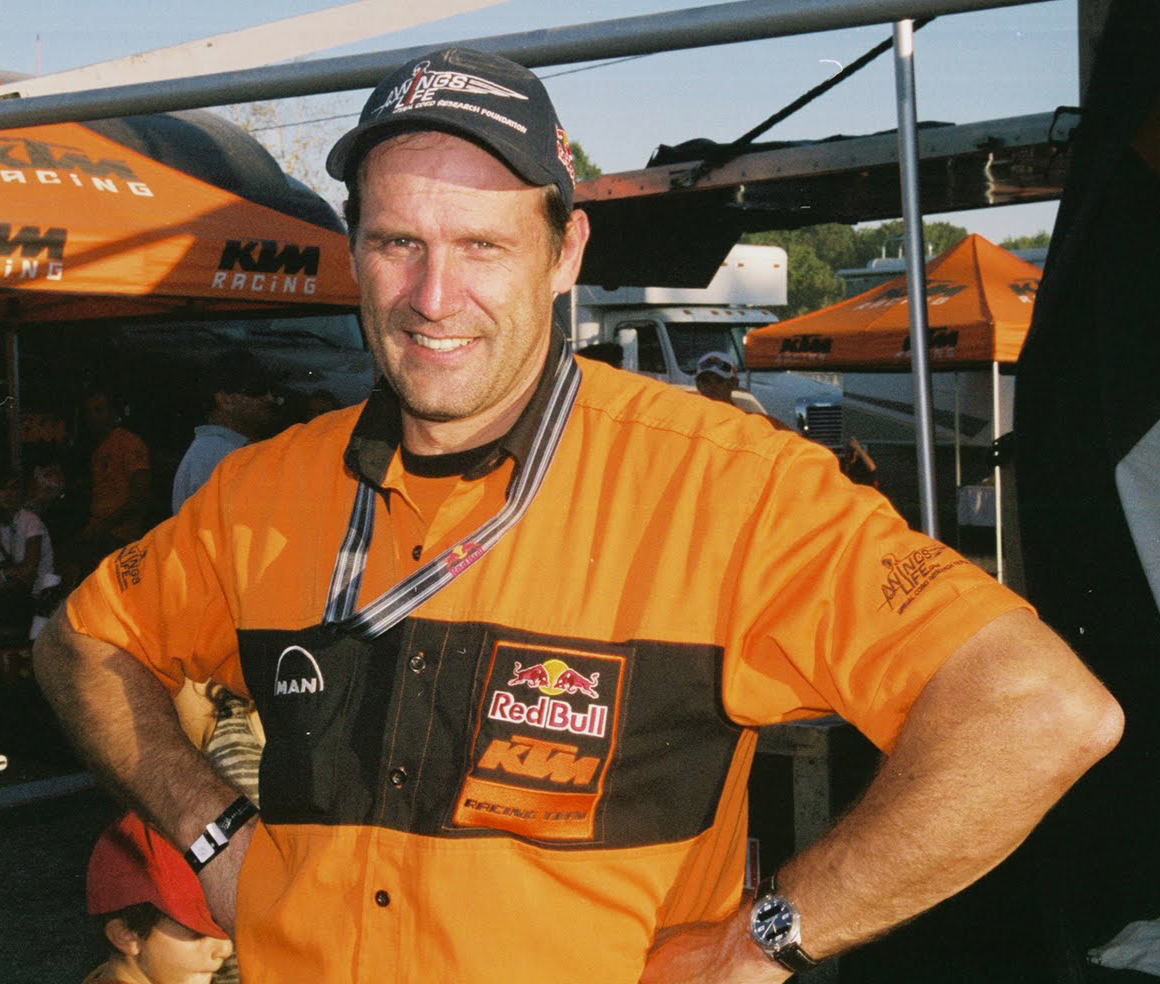
Heinz Kinigadner (2009)

Heinz Kinigadner (* 28. Jänner 1960 in Uderns, Tirol) ist ein österreichischer Motocross-Fahrer. 

## Leben
Kinigadner ist gelernter Bäcker und Konditor. Sein Vater Johann war bereits im Motorsport aktiv und gewann 1953 die Silbermedaille bei der 1. Tiroler Alpenfahrt. Auch seine Brüder Hansi und Klaus waren im Motocross-Sport aktiv.
Ab 1978 gewann Heinz Kinigadner mehrere österreichische Staatsmeistertitel im Motocross (125 cm³, 250 cm³ und 500 cm³). 1982 gelang ihm bei der Motocross-Weltmeisterschaft der 250-cm³-Klasse auf einer Yamaha der erste Sieg beim GP in Italien. 1983 wechselt Kinigadner von Yamaha zu KTM und beendet die Saison auf dem elften Rang. 1984 und 1985 wurde er Weltmeister in der 250 cm³-Klasse auf KTM.
Er startete in den 1990er Jahren vorwiegend bei Motorrad-Rallyes. Seinem ersten Platz bei der Rallye Paris-Dakar mit KTM 1994 folgte die Disqualifikation wegen eines Motortausches. Er siegte im selben Jahr bei der Pharaonen-Rallye, 1995 bei der Rallye Paris-Peking und 1996 bei der Atlas-Rallye. Seit 1997 arbeitet er als Sportmanager für KTM. Er beendete 2003 seine sportliche Karriere als Fahrer aufgrund eines schweren Motocross-Unfalls seines Sohnes Hannes, nachdem dieser gelähmt blieb.
Nach dem Unfall seines Sohnes Hannes gründete er mit seinem 2022 verstorbenen Freund Dietrich Mateschitz die Stiftung Wings for Life, welche es sich zum Ziel gesetzt hat, Querschnittlähmung heilbar zu machen.